# Eickener Straße 191 (Mönchengladbach)

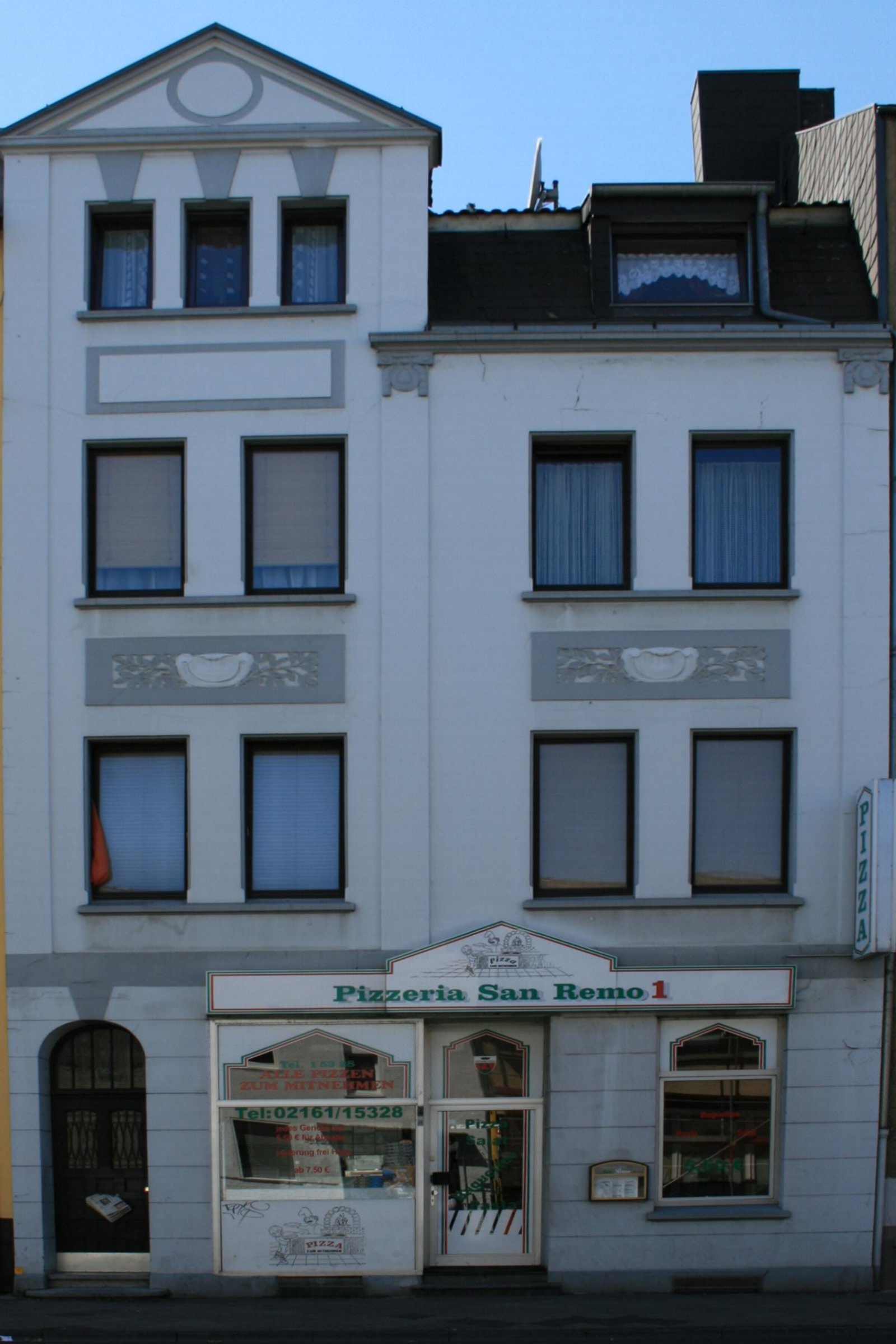
Wohngeschäftshaus (2010)

Das Wohngeschäftshaus Eickener Straße 191 steht im Stadtteil Eicken in Mönchengladbach (Nordrhein-Westfalen).
Das Haus wurde um die Jahrhundertwende erbaut. Es ist unter Nr. E 010 am 13. September 1988 in die Denkmalliste der Stadt Mönchengladbach eingetragen worden.

## Architektur
Unmittelbar hinter dem neu gestalteten Marktplatz steht das Haus Nr. 191, das mit den Häusern Nr. 185, 187–189, 193 und 195 eine geschlossene Baugruppe bildet.
Das dreigeschossige Wohnhaus mit Mansarddach wurde um die Jahrhundertwende errichtet. Zur Straße zurückhaltend dekorierte Stuckfassade in zweiachsiger Gliederung, linksseitig durch ein übergiebeltes Zwerchhaus akzentuiert.